# 巴布拉克·卡尔迈勒
巴布拉克·卡尔迈勒（1929年1月6日—1996年12月3日），阿富汗民主共和国领导人。出生于喀布尔附近的一个普什图族的军人家庭。父亲是默罕默德·侯赛因，在查希尔国王时代出任帕克蒂亚省军团司令和该省省长，并且主管过国防部财政司工作。1973年政变之前退役。达乌德掌权后，又再次任职，任第17步兵师师长和赫拉特省省长，1976年退役。母亲是塔吉克人。卡尔迈勒的母语是普什图语和达利语，但常用达利语。精通英语，略通德语。有四个孩子。

## 早年生平
1948年就学于阿曼尼中学。1951年入喀布尔大学政治学院学习法律，政治。1953年因参加反政府活动而被捕，1956年出狱，后当翻译。1959年重入学院，1960年毕业。

## 步入政坛
卡尔迈勒是阿富汗人民民主党创始人之一，1965年当选人民民主党书记。1965年刚组建的阿富汗人民民主党参加当时阿富汗的国会议会竞选，卡尔迈勒和其他阿富汗人民民主党的候选人几乎全部当选。成为议员的卡尔迈勒在政坛上开始崭露头角。他在议会发言中，他痛陈国家面临的困境和诉说农民的悲惨遭遇，他的激情演说打动了不少反对派议员。1967年该党分裂之后，他成为“旗帜派”领导人。1977年人民民主党重新联合之后，他成为中央政治局副总书记。1978年4月政变之后，成为革命委员会副主席和政府总理。但是，以卡尔迈勒为代表的“旗帜派”马上被党内的被塔拉基、哈菲佐拉·阿明为代表的“人民派”所排挤，1978年5月卡尔迈勒被派往驻捷克斯洛伐克大使。掌控了实权的阿明解除了他的所有党政职务。为避免回国遭到迫害，他曾打算定居在捷克斯洛伐克。

## 苏联策动的政变
1979年12月苏联决定以军事干预推翻阿明政权，同时也物色一个比较忠诚可靠的人来取代阿明。作为阿富汗人民民主党创始人之一的卡尔迈勒当时正好在莫斯科，那些专家认为他在阿富汗民众中和党员中享有一定的支持率（事后证明这是误判），于是建议以卡尔迈勒来接替阿明，而卡尔迈勒也对此欣然同意。在“333風暴行動”期间，卡尔迈勒乘坐安德罗波夫的专机秘密抵达阿富汗。他混在驻巴格拉姆机场的苏联伞兵中间，并且受到克格勃的保护，同时还有其他党羽，他们一起被送到喀布尔，他们组成了阿明之后的阿富汗新政府。
在阿明政权被推翻后第二天的1979年12月28日，在召开的阿富汗人民民主党中央全会上，卡尔迈勒被推选为党的总书记。之后的一段时间内，他的安全警卫都是由苏联克格勃负责。1980年1月1日，苏联领导人勃列日涅夫、总理柯西金等苏联党政领导人分别致电祝贺。

## 阿富汗战争期间
苏联对阿富汗的直接军事干预，拉开了為期10年的阿富汗战争的序幕，也使苏联遭到国际舆论的广泛谴责。卡尔迈勒的阿富汗政府无论是在国际社会，还是在阿富汗圣战者眼中，都被视为苏联扶植的傀儡政权。
1980年阿富汗新政权建立以后，虽然卡尔迈勒参加各种各样的会议，会见社会各阶层代表，在群众集会上发表讲话解释党的方针政策。然而，他没有去过任何一个省，没有下过任何一支参战部队。这样浮于表面的活动没有给新政权带来任何实质性的积极改变。人民民主党所推行的政策遇到了广泛的抵制，尤其是在农村地区。据驻阿富汗苏联第40集团军报告：1980年4月以来，针对阿富汗人民民主党以及政府各部门的恐怖袭击在阿富汗全境达到38起，63人死亡，到了5月恐怖袭击增加到112起，201人死亡。在没有驻军的地方，阿富汗新政府建立的“奥尔加德罗”（意为：党书记、省长、警察局长等）的地方基层组织几乎无法生存。对此，苏联占领军也一筹莫展：“部队撤离被‘被清剿’地区，叛匪们返回后又恢复了自己的政权。这是大家都知道的情况，可谁也想不出其他办法……”在农村，政府控制区的人民生活水平低于非控制区，农民的生活必需品不是从政府那里获得，而是从抵抗者那里获得，这加深了广大人民对政府的敌意。
对卡尔迈勒的阿富汗政权尤其是地方政府，苏联方面抱怨他们从来不努力研究巩固中央政权、不注重发展扩大社会基础、从未建立能够独立作战的国家军队，执政党仅仅是为了自己的集团利益，结党营私、贪污腐败，借助苏联的援助大发横财。政府军不愿意与抵抗力量认真作战，政权维持完全仰仗苏联的军事力量。卡尔迈勒希望苏军最好无限期地驻扎在阿富汗，这样他的政权及自身利益才能得到保障。
随着时局的发展，虽然阿富汗抵抗力量的伤亡数字远远高于苏军的伤亡数字，但是得到国际多方面支援的抵抗力量却源源不断地壮大发展，苏联方面终于认识到陷入了阿富汗战争的泥潭。对卡尔迈勒而言，除了对立的抵抗力量之外，即便是在自己阵营之内，党内的“人民派”不拥护他，宗教人士不信任他，普什图人不认为他是纯粹的普什图人，塔吉克人也不认为他是纯粹的塔吉克人，其他民族更没有视他为自己人。苏联方面也认为卡尔迈勒不是一个合适的人选，苏联军方认为：“……卡尔迈勒缺乏领导者的素质，应该下台，他的下台会导致本国和苏联以及其他友好邻邦所期待的新的方针政策的出现……”。卡尔迈勒私下曾对亲信说：“战争是苏联人发动的，让他们自己去打吧。”苏联领导人得知这句话后，更坚定了撤换他的决心。
1986年3月初，苏共新领导人戈尔巴乔夫在召开的苏共二十七大上首次提出了从阿富汗撤军，而更换阿富汗领导人也提上了日程。在苏联的授意下，1986年5月召开的阿富汗人民民主党第18届全会推选了纳吉布拉为党中央总书记，卡尔迈勒保留了革命委员会主席职位和政治局委员席位。1986年11月人民民主党第20届全会上，同意卡尔迈勒提出免除他的一切职务的“要求”，并向他颁发了“四月革命勋章”和养老金。之后卡尔迈勒前往莫斯科“休养和治疗”。

## 战争结束后
阿富汗战争结束后，卡尔迈勒于1991年6月20日返回阿富汗
。这引发了纳吉布拉的紧张，纳吉布拉以此在政府内和军队中做了一个大清洗，将可能追随卡尔迈勒的人全部予以清除。苏联解体后，俄国政府彻底断绝了对阿富汗的援助，1992年4月纳吉布拉政权垮台，在此期间卡尔迈勒曾试图与圣战势力沟通谈判但遭到拒绝。1992年4月16日希克马蒂亚尔领导的圣战力量占领了喀布尔，卡尔迈勒离开喀布尔，来到北方的海拉頓为活动根据地，他曾号召人们加入阿卜杜勒·拉希德·杜斯塔姆领导的阿富汗民族伊斯蘭運動，但此时的卡尔迈勒已经失去了政治影响力。不久他便离开了阿富汗，之后一直定居在俄罗斯。1996年12月3日卡尔迈勒因肝癌在莫斯科中央临床医院去世。他的葬礼在医院追悼大厅举行，参加葬礼的只有他的阿富汗友人，没有一个俄罗斯高官到场。和他前后的阿富汗领导人最后结局相比，卡尔迈勒是唯一没有死于非命的人。他的遗体被运回阿富汗，下葬在海拉頓。